# Almontacir
Almontacir (em árabe: المنتصر, lit. 'Al-Muntasir') foi o califa abássida entre 861 e 862 durante o período conhecido como "anarquia em Samarra".

## Biografia
Atabari relata que em 850-851, Almontacir fez a sua peregrinação a Meca. No ano anterior, Mutavaquil fez de seus três filhos sucessores, favorecendo em primeiro lugar Almontacir. Porém, aparentemente o filho, temendo uma ação do pai contra si, o mandou matar pelas mãos de um soldado turco (gulam) da guarda pessoal do califa em 11 de dezembro de 861.
Almontacir subiu ao trono no mesmo dia, sem maiores incidentes, com o apoio dos turcos. Porém, ele acabou sendo implicado no caso e a facção turca o pressionou a remover seus irmãos da linha sucessória, temendo que eles fossem atacar o califa para vingar a morte do pai. Como sucessor, ele deveria indicar seu filho. Em 27 de abril de 862, ambos os irmãos abdicaram, embora Almutaz o tenha feito após alguma hesitação.
O novo califa foi muito elogiado pois, ao contrário do pai, ele tinha apreço pelos xiitas e revogou a proibição sobre a peregrinação aos túmulos de Haçane e Huceine ibne Ali.
O reinado de Almontacir durou menos de meio ano e terminou com a sua morte, por causas desconhecidas em 7 ou 8 de junho de 862. Há vários relatos sobre a doença que o levou, incluindo um que conta que ele teria sido sangrado com uma lanceta envenenada. Atabari (p. 222-3) afirma que Almontacir é o primeiro abássida cujo túmulo é conhecido, uma informação que os califas anteriores, temendo que os túmulos fossem violados, mantinham em segredo e que, no caso de Almontacir, foi revelado por sua mãe, uma escrava de origem bizantina. Contudo, Joel L. Kraemer, em sua tradução da obra de Atabari nota, na página 223: "Ayni comenta, citando al-Sibt (n. Aljauzi), que o comentário de Atabari é surpreendente uma vez que os túmulos dos califas abássidas são, na verdade, conhecidos, ex., o túmulo de Açafá está em Ambar, abaixo do mimbar; o de Almadi, em Masabadhan, o de Harune, em Tus, o de Almamune, em Tarso e o de Almotácime, Aluatique e Mutavaquil, em Samarra."